# Travin Thibodeaux
Travin Thibodeaux (Plaquemine, Luisiana, 19 de febrero de 1996) es un baloncestista estadounidense que pertenece a la plantilla  del Kesatria Bengawan Solo de la IBL de Indonesia. Con 2,03 metros de estatura, juega en la posición de ala-pívot.

## Trayectoria deportiva

### Universidad
Jugó cuatro temporadas con los Privateers de la Universidad de Nueva Orleans, en las que promedió 8,4 puntos, 5,8 rebotes, 1,9 asistencias y 1,1 robos de balón por partido. En 2017 fue incluido en el mejor quinteto defensivo de la Southland Conference.

### Profesional
Tras no ser elegido en el Draft de la NBA de 2018, en el mes de octubre firmó contrato con los Fort Wayne Mad Ants, filial de los Indiana Pacers en la NBA G League.
El 13 de enero de 2021 fichó por el Kiev-Basket de la Superliga de Ucrania, en su primera experiencia internacional.
El 28 de agosto de 2024 se incorporó al Al Riyadi Beirut de la Liga Libanesa de Baloncesto, haciendo su debut con el equipo en la Copa Intercontinental FIBA 2024. Poco después retornó al Kesatria Bengawan Solo de la IBL de Indonesia.